# トワツガイ
『トワツガイ』は、スクウェア・エニックスより配信されたスマートフォン向けゲームアプリ。サービス期間は2023年2月16日 - 2024年7月23日。基本プレイ無料（アイテム課金制）。
キャッチコピーは、「これは、『二度目の死』の記憶」。

## 概要
スクウェア・エニックスとアニメイトの協業によるスマートフォン向けRPG。世界を浸食する存在に立ち向かう「トリ」と呼ばれる少女たちの戦いを描く。
原作・世界観設定は白本奈緒、音楽は岡部啓一・瀬尾祥太郎、オリジナルキャラクターデザイナーは雪醒が担当。
2023年から舞台化もされた。
2023年2月16日よりサービスが開始され、2024年7月23日をもってサービスを終了。ゲームサービス終了後はWebファンコミュニティ「トワツガイ Fans」にて、メインストーリーの続きがフルボイスで公開された。
ゲームそのものは1年半で終了したがユーザーの熱意は強く、サービス終了までにファン主催のイベントが複数回開催された。

## 沿革
2022年
- 10月25日 - 製作発表[5]
- 11月8日 - 事前登録受付開始[9]
- 12月13日 - 先行テストプレイ開始[10]

2023年
- 1月23日 - 舞台『トワツガイ』の制作を発表[6]
- 2月16日 - 正式サービスを開始[11]
- 6月16日 - 舞台『トワツガイ』の上演開始[12]

2024年
- 5月17日 - サービスを終了を発表
- 7月23日 - 同日20時をもってサービスを終了。以降の活動はトワツガイFansで行うことに。

2025年
- 1月1日 - 最終話を配信
- 2月28日 - トワツガイFans終了。以降の活動はトワファンで行うことに。

## ゲームシステム
戦闘システムは6人編成のターン制コマンドバトルとなっている 。
敵への攻撃はそれぞれのトリたちのアクティブスキルで行い、「スタイルスキル」・「武器スキル」・「召喚柱スキル」の3種類が使える 。初心者向けのオートモードも搭載されている。
スタイルスキル
低威力で使用制限もない「スタイルスキル1」、中威力で使用後に一定ターン使用不能になる「スタイルスキル2」、高威力でバトル中1回だけ使用可能な「スタイルスキル3」の3種がある。
武器スキル
効果は装備したメイン武器によって異なり、使用後はスタイルスキル2と同様、一定ターンは使用不能となる。
召喚柱スキル
敵を攻撃する・敵を倒す・ダメージを受ける・Waveクリアなどでたまる召喚ゲージを消費して発動する。発動にはペアが生存している必要があり、2人の行動ターンを消費する。
パッシブスキル
プレイヤー操作なしに、「スタイル」・「武器」・「装飾品」・「召喚柱」を編成するだけで常時効果が発動する。
オートスキル
プレイヤー操作なしに、条件を満たすと一定の確率で発動する。編成したペア同士の「絆」が深くなると、効果が上昇する。
原初の厄災
ツガイで行うトドメ専用技。ボスが瀕死状態の時に条件が揃うと発動することができ、発動後はバトルに確定で勝利する。

## あらすじ
「黒い海」に侵食され始めた世界。その黒い海から突如現れた異形の存在「魔獣」に、その最たるもの「災禍の魔女」。魔獣たちに対抗するべく人々が作り上げた組織「特殊災禍対策本部 CAGE」は、「トリ」と呼ばれる少女たちを戦線に送り込む。彼女たちは元の世界に戻すべく、唯一無二の「ツガイ」だけを心の支えに、未知の敵・組織・壊れていく心と体に抗い戦い続ける。

## 登場人物
声はゲーム版の声優、演は舞台版の俳優を示す。

### トリ
カラス
声 - 近藤玲奈 / 演 - 大西桃香
年齢：17歳 / 血液型：B型 / 身長：170cm / 誕生日：12月3日 / 特技：家事全般 / 好きなもの：映画鑑賞、手芸
本作の主人公。苛烈に前へ進み続ける少女で、ペア相手はハクチョウ。
ハクチョウのことを最初は信用できず突き放していたが、徐々に信頼を寄せていく。CAGEにも最初は反発していたが、とある事情から今は従っている。度々同じ悪夢にうなされている。言動は粗野だが面倒見がいい一面もあり、スズメやフクロウのことをよく気にかけている。ハチドリとはよくアリーナで戦闘訓練をしている。
ハクチョウ
声 - 立花理香 / 演 - 渡辺みり愛（初演）、小山百代（第2弾）・山本早恵（第2弾）
年齢：18歳 / 血液型：O型 / 身長：160cm / 誕生日：3月20日 / 特技：バレエ、ピアノ / 好きなもの：アイドル
穏やかで献身的な少女で、ペア相手はカラス。
カラスの裏表がないところを信頼しているが、自身はカラスに言えないことを抱えている。物腰が柔らかく優しい性格だが、意外と頑固で物怖じしないとこも。内に高潔さを秘めている。落ち着いた性格のため、まとめ役のような立ち位置になることも多い。手先が不器用で料理や裁縫が苦手。フクロウとは好きなアイドルグループが同じで、その話をもっとしたいと思っている。モズとは音楽仲間。
エナガ
声 - 立花日菜 / 演 - 星守紗凪
年齢：12歳 / 血液型：A型 / 身長：145cm / 誕生日：6月11日 / 特技：絵を描くこと / 好きなもの：牛乳、スズメの作ったお菓子
純真で可憐な少女で、ペア相手はスズメ。
スズメとは双子で、いつか戦いを終わらせて一緒に家に帰ることを願っている。過酷な戦闘の中でも人を信じる強さや純粋さを失わずにいる。トリになってから自分の心の変化を自覚し戸惑っているが、まだ誰にも打ち明けられずにいる。スズメとカラスの関係性を羨ましく思っている。フクロウとはゲーム仲間。
スズメ
声 - 高橋李依 / 演 - 各務華梨
年齢：12歳 / 血液型：A型 / 身長：145cm / 誕生日：6月11日 / 特技：縄跳び、お菓子作り / 好きなもの：甘いもの、エナガの描く絵
警戒心が人一倍強い少女で、ペア相手はエナガ。
エナガとは双子で、エナガを心配するあまり、過保護になり過ぎてしまうことも。エナガに必要とされるために強がっている節もあるが、そのエナガの様子が今までと違うようになり困惑している。よく生意気な態度をとっているが、その裏には繊細な心が隠されている。実はカラスのことを頼りにしている。
フクロウ
声・演 - 小泉萌香
年齢：16歳 / 血液型：AB型 / 身長：155cm / 誕生日：5月4日 / 特技：ゲーム / 好きなもの：ネット、勉強、アイドル
人付き合いが苦手で自虐的な少女で、ペア相手はフラミンゴ。
フラミンゴとは幼馴染で唯一の友達。大切な親友だと思っており、彼女を失うことを極端に恐れている。臆病な性格で引きこもり体質だが、知識欲は旺盛でCAGEの研究班とのやり取りも多い。元の性格とギフトの影響で常に寝不足。人付き合いは苦手だが、ハクチョウやエナガ、カモメとは趣味が合うため他のトリより話せる。カラスやハチドリに怯えているが、意外と仲が良い。
フラミンゴ
声 - 和氣あず未 / 演 - 長谷川玲奈
年齢：16歳 / 血液型：O型 / 身長：175cm / 誕生日：7月14日 / 特技：ダンス / 好きなもの：ファッション、ネイル
天真爛漫な少女で、ペア相手はフクロウ。
フクロウとは幼馴染で親友と言っているが、そのフクロウにすら言えない秘密の恋心を抱えている。性格は明るく朗らか、何事も前向きにとらえる楽天家で、チーム内のムードメーカー。誰とでもすぐに仲良くなれてしまう人懐っこさがある。ツルのことを姉のように慕っており、ハチドリとはダンス仲間。ハクチョウともよく女子バナをしている。
ハチドリ
声 - 富田美憂 / 演 - 藤井彩加
年齢：20歳 / 血液型：B型 / 身長：158cm / 誕生日：8月22日 / 特技：ダーツ / 好きなもの：格闘技、バイク
奔放で直感的な少女で、ペア相手はツル。
他人の意見はあまり聞かないタイプだが、ツルの発言には比較的従っている。細かいことは気にしない性格で、口より先に手が出るタイプ。気分次第ではあるが意外と義理堅い。戦うことが大好きで、戦いに興じるあまり、周囲に甚大な被害をもたらすことも。よく副司令から始末書を書くように言われているが、ほとんど書かずに放置している。周りの人たちを独特なあだ名で呼ぶ。カラスやモズとはよくアリーナに行っている。
ツル
声 - 上田麗奈 / 演 - 野本ほたる
年齢：22歳 / 血液型：AB型 / 身長：163cm / 誕生日：11月2日 / 特技：茶道 / 好きなもの：お酒、美術鑑賞、アクアリウム
気品溢れる蠱惑的な女性で、ペア相手はハチドリ。
他の決められたペアたちとは違い、自身の目的のためにハチドリに取引をもちかけてペアとなった。上品な振る舞いで、周りからも一目置かれている。物腰は優雅だが意外と野心家で、CAGEの情報に精通している。マイページな一面もあり、ハチドリを振り回すことも。CAGEのスタッフとお酒を飲むことが多い。トリからスタッフまで幅広く交流しているが、モズとは犬猿の仲。
モズ
声 - 鬼頭明里 / 演 - 本西彩希帆
年齢：17歳 / 血液型：B型 / 身長：168cm / 誕生日：9月4日 / 特技：ヴァイオリン / 好きなもの：美しいもの、美味しいもの
退廃的で気だるさを漂わせた少女で、ペア相手はツバメ。
これまではひとりで特殊な任務をこなしていたが、ツルの告げ口がきっかけでツバメとペアを組むことになる。ツバメのやり方や振る舞いをまどろっこしく感じている。目的のためなら手段を問わない行動力があり、ペアを組んだ後も個人で行動することも。物事を俯瞰して見るのが得意。卑怯なやり方を楽しむ残忍な行動や、他のトリたちに嫌味を言うことも多い。特にスズメやフクロウをターゲットにしているが、ツバメに止められている。
ツバメ
声 - 日向未南 / 演 - 飯窪春菜
年齢：17歳 / 血液型：A型 / 身長：168cm / 誕生日：4月9日 / 特技：料理、紅茶 / 好きなもの：スポーツ全般、人をもてなすこと
真摯で正義感あふれる少女で、ペア相手はモズ。
かつてはペアを組んでいたようだが、現在はひとりで司令直属のトリとして活動中。のちにモズとペアを組むが、モズのやり方には思うとこがある。騎士のようにスマートで博愛精神の持ち主だが、一方どこかマイペースであまり人の話を聞かない一面もあり、度々モズを困らせている。トリたちを招いて、紅茶やお菓子をふるまうお茶会をよく開催している。ハクチョウやフラミンゴ、ツルはよく参加しているが、モズは参加したことがない。
カモメ
声 - 石原夏織
年齢：16歳 / 血液型：O型 / 身長：160cm / 誕生日：2月28日 / 特技：写真 / 好きなもの：海、甘いもの
人らしさが欠落した無色透明な少女で、ペア相手はタカ。
トリとして目覚めた際に記憶や感情が欠落しており、自分の意志が希薄。そのため、自分で考えて行動することが苦手で、タカや司令の命令がないと動けない。目覚めて一番最初に出会った司令を「お母様」と呼び、慕って拠り所としている。タカとは知り合いだったようだが、その記憶もなくしている。
タカ
声 - Lynn
年齢：18歳 / 血液型：AB型 / 身長：165cm / 誕生日：10月7日 / 特技：剣道、書道 / 好きなもの：コーヒー、読書
毅然とした独善的な少女で、ペア相手はカモメ。
カモメとは元々知り合いだったが、あまりに変わり果てた形での再会に内心失望している。かつてのカモメを取り戻すため、戦い続けることに。堅苦しくやや融通がきかない頑固な性格で、相手を見下す傲漫な一面もある。
コマドリ
声 - 伊藤美来
ツバメの元ペア相手。

### CAGE
司令
声 - ブリドカットセーラ恵美 / 演 - 松田彩希
CAGEの麗しきトップ。
神秘的な雰囲気を纏っており、謎が多い女性。普段は穏やかな物腰だが、有事の際には迷うことなく毅然と組織を導く。時に冷酷にも思える手腕をとることもあるが、彼女なりにこの世界を心から愛し、守ろうとしている。
副司令（ウグイス）
声・演 - 倉知玲鳳
CAGEの司令に仕える補佐役。
主にトリたちに任務を伝える女性。戦場の過酷さは理解しているものの、少女たちにはなるべく明るくほがらかに振る舞う。変わった人が多いため、普段は各所との調整に走り回っている。普段は落ち着いた様子だが、司令のことになると感情が昂らせ声を荒げることもある。
カッコウ
声・演 - 堀越せな
CAGEを支える自由奔放な発明家。
企画開発室の室長を務めるちょっと変わった女性。性格が災いして、あまり周囲には伝わっていないが、実は確固たる信念をもち、トリたちの戦闘が少しでも楽になるよう日々開発を進めている。戦闘服のデザインはフラミンゴに意見を求めることも。
ミヤマ
声・演 - 梅原サエリ
CAGEを支える冷静な研究者。
災禍研究部の部長を務める、常に冷静沈着な大人の女性。カッコウと連携をとりつつ日夜、研究に勤しんでいる。物静かだがハッキリと言うタイプで、カッコウの絡みを適当にいなせる数少ない人物。フクロウの能力をかっており、研究部へ誘ったこともある。
ネヴィ
CAGEのインコ。
口が悪く、トリたちにも当たりが強い。司令のことが大好き。

### その他
ツルの姉
声 - 和氣あず未
カラスの父 / 教師B
声 - 櫻井皓基
クラスメイト
声 - 上高涼楓
クラスメイト / 教師A
声 - 堀川かえで
海氷の魔女 / なりそこないC
声 - 風間万裕子
深淵の魔女
声 - 岡田日花里 / 演 - 小倉愛梨
CAGE職員A / なりそこないA
声 - 佐伯葵
CAGE職員B / なりそこないB / 傭兵
声 - 北﨑ひとみ

### ゲストキャラクター

#### SINoALICE -シノアリス-
各キャラクターの詳細設定は『SINoALICE -シノアリス-#登場人物』を参照。
アリス
声 - M・A・O
スノウホワイト
声 - 上田麗奈
赤ずきん
声 - 立花理香
ドロシー
声 - 高橋李依

## 用語
トリ
特殊な才能と、鳥のコードネームをもつ少女たち。「魔獣」や「災禍の魔女」の侵攻に抗える唯一の存在。
ツガイ
「トリ」の少女たちは二人一組のペアで行動する。そのペアの中でもより絆を深めた特別なふたりのこと。互いに守り、守られる唯一無二の半身。
運命のツガイ
カラスとハクチョウのペア。
「CAGE」で出会い、ペアを組むことになった。最初は衝突もするが、互いを知り、絆を深めていく。その様子はまるで昔からの友人のようにも見える。どこか不思議な運命を感じさせるふたり。
双子のツガイ
エナガとスズメのペア。
二卵性双生児。生まれた時からずっと一緒にいた。お互い大切に思い合っているが、距離が近すぎるあまり時々傷つけ合ってしまうことも。まだ幼いながらも、ふたりなりの関係性を築こうと模索している。
幼馴染のツガイ
フクロウとフラミンゴのペア。
幼馴染のふたり。正反対の性格ではあったが、いつも一緒にいるうちにどちらにとってもかけがえのない存在になった。その想いの形はふたりそれぞれ違っていても、相手が大切なのは変わりない。
共謀のツガイ
ハチドリとツルのペア。
「CAGE」に所属してから出会ったふたり。お互いの利害が一致した結果ペアを組んだため、 割り切った落ち着いた関係。両者で交わした約束だけでつながっているものの、意外とうまくやっている。
正邪のツガイ
モズとツバメのペア。
それぞれひとりで活動していたが、諸事情によりペアになった。理想や信念が正反対で衝突ばかりしているが、戦闘では息の合った連携を発揮することも。過去にどこかで会っているようだが、モズが話したがらない。
支配のツガイ
カモメとタカのペア。
タカの強い希望でペアになったふたり。かつての知り合いだが、カモメは記憶を全て失っている。指示がない限り自分の身を顧みないカモメを守るため、命令という形でタカが命の手綱を握っているようにも見える。
CAGE
正式名称は「特殊災禍対策本部 CAGE」。次々とやってくる「魔獣」や「災禍の魔女」の撃退を目的に組織された人類を守るための防衛ライン。
魔獣
黒い海の発生と同時に突如現れ、人間を襲う異形の者たち。人々からは「魔獣」と呼ばれ、恐れられている。

## コラボレーション

### ゲーム
SINoALICE -シノアリス-
当ゲーム内で開催。
第1弾と第2弾に別れて開催され、コラボキャラが追加された。コラボストーリーはフルボイスで配信された。メインストーリー以外でフルボイスなのは、これと舞台版コラボだけである。
期間は第1弾：2023年10月4日から10月25日まで、第1弾再開：2023年10月30日から12月6日まで（ガチャのみ）、第2弾：2024年3月6日から3月27日まで。

### カフェ
CAGE 期間限定カフェ あなたとトリの少女たちの邂逅の記録
スクウェア・エニックス カフェ東京にて開催。
期間は前期：2023年6月10日から6月21日まで、後期：2023年7月8日から7月21日まで。
トワツガイ Cafestand
アニメイトカフェスタンドHareza池袋にて開催。
期間は2023年6月10日から7月10日まで。

## スタッフ
- 原作・世界観設定 - 白本奈緒（ILCA）
- 音楽 - 岡部啓一（MONACA）、瀬尾祥太郎（MONACA）
- オリジナルキャラクターデザイン - 雪醒
- プロデューサー - 藤本善也（スクウェア・エニックス）
- ディレクター - 山田崇之（スクウェア・エニックス）
- プロジェクトマネージャー・システムディレクター - 舛谷康太朗（EVOLVE）
- シナリオ監修 - 松多壱岱（ILCA）
- プランナー - 西中晴菜
- アートディレクター - 阪田あやめ（EVOLVE）、関谷マコト（ILCA）
- モーションデザイナー - 窪田心菜、諸木美寿々
- ムービーデザイナー - 西野順子
- 企画・製作 - SQUARE ENIX
- 開発 - EVOLVE
- クリエイティブ制作・監修 - ILCA
- ゲーム設計支援 - Precious Analytics/QBIST
- 宣伝協力 - アニメイト

## メディアミックス

### 舞台
舞台『トワツガイ』
2023年6月16日から25日まで、サンシャイン劇場にて上演。
原作は白本奈緒、脚本・演出は松多壱岱。
メインキャストは大西桃香、渡辺みり愛、星守紗凪、各務華梨、小泉萌香、長谷川玲奈、藤井彩加、野本ほたる、飯窪春菜、松田彩希、倉知玲鳳、堀越せな、梅原サエリ。（配役は登場人物を参照。）
アンサンブルキャストは川嶋芙優、澁谷穂奈美、高野美幸、高見彩己子、PAO、増本祥子、盛一季美香、倭香。
舞台『トワツガイ II』
2024年7月18日から23日まで、大手町三井ホールにて上演。
原作は白本奈緒、脚本・演出は松多壱岱。
メインキャストは大西桃香、小山百代、山本早恵、星守紗凪、各務華梨、小泉萌香、長谷川玲奈、藤井彩加、野本ほたる、本西彩希帆、飯窪春菜、松田彩希、倉知玲鳳、堀越せな、梅原サエリ、小倉愛梨。（配役は登場人物を参照。）
アンサンブルキャストは川嶋芙優、澁谷穂奈美、高野美幸、高見彩己子、増本祥子、倭香。

### コンサート
トワツガイコンサート 2024〜鳥籠で見る夢〜
2024年5月11日・12日、LINE CUBE SHIBUYAにて上演。
コンサートオリジナルストーリーがオーケストラによる生演奏と声優陣によるリーディングで披露され、声優陣と原作クリエイター陣による制作秘話やエピソードのトークセッションが行われた。
原作は白本奈緒、音楽監修は岡部啓一・瀬尾祥太郎、音楽監督は白須今、構成・演出は松多壱岱、演奏はオーケストラ レゼル。
出演者は近藤玲奈、立花理香、立花日菜、高橋李依、富田美憂、上田麗奈、鬼頭明里、日向未南、石原夏織、Lynn。（富田、上田は5月12日のみ出演。）
小泉萌香、和氣あず未は映像コメントでの出演となった。

## トワツガイ Fans・トワファン

### トワツガイ Fans
ゲームサービス終了後に公式ストーリーと二次創作を楽しめるWebファンコミュニティとして開設された。サービス期間は2024年7月23日 - 2025年2月28日。
サービス内容はコミュニティの他、メインストーリー・レコードをフルボイスで公開、神経衰弱・カードアリーナ・ガチャなどのミニゲームなど。コミュニティでは二次創作が認められており、ファンアートコンテストも定期的に行われていた。
2025年1月1日にメインストーリーの最終話が配信され、同年2月28日にサービス終了した。

### トワファン
トワツガイ Fansのサービス終了に伴い、一部サービス内容を変更して新サービスとしてサービス移行。開発・運営もGaudiyに移行。
トワファンではスクウェア・エニックスの公式ライセンスコンテンツが削除・非公開となり、コミュニティのみが残る形となる。ユーザーアカウントやトワツガイ Fansでの投稿やコメントなどは継続される。